# Bothrocarina microcephala
Bothrocarina microcephala är en fiskart som först beskrevs av Schmidt, 1938.  Bothrocarina microcephala ingår i släktet Bothrocarina och familjen tånglakefiskar. Inga underarter finns listade.